# نادي كاوناس
نادي كاوناس هو نادي كرة قدم في ليتوانيا تأسس في 1960.

## وصلات خارجية
- الموقع الرسمي